# Emmy do Primetime de melhor ator convidado em série de comédia
Esta é a lista de vencedores e indicados ao Prémios Emmy do Primetime para Melhor Ator Convidado em Série de Comédia.

## Década de 1990
| - 1990: Jay Thomas - Murphy Brown como Jerry Gold - Darren McGavin - Murphy Brown como Bill Brown - David Huddleston - The Wonder Years como Grandpa Arnold - Dick Van Dyke - The Golden Girls como Ken Whittingham - Jerry Orbach - The Golden Girls como Glenn O'Brien - 1991: Jay Thomas - Murphy Brown como Jerry Gold - Alan Oppenheimer - Murphy Brown como Eugene Kinsella - Danny Thomas - Empty Neast como Dr. Leo Brester - Sheldon Leonard - Cheers como Sid Nelson - Tom Poston - Coach como Art Hibke - 1992: neste ano, não houve premiação para esta categoria - 1993: David Clennon - Dream On como Peter Brewer - Tom Berenger - Cheers como Don Santry - Bill Erwin - Seinfeld como Sid Fields - Joel Grey - Brooklyn Bridge como Jacob - Dana Carvey - The Larry Sanders Show como ele mesmo - 1994: Martin Sheen - Murphy Brown como Nick Brody - Jason Alexander - Dream On como Randall Townsend - Paul Dooley - Dream On como Mickey Tupper - John Glover - Frasier como Ned Miller - Judge Reinhold - Seinfeld como Aaron | - 1995: Carl Reiner - Mad About You como Alan Brady - Paul Reubens - Murphy Brown como Andrew J. Lansing III - Robert Pastorelli - Murphy Brown como Eldin Bernecky - Nathan Lane - Frasier como Phil - Sid Caesar - Love & War como Stein - 1996: Tim Conway - Coach como Kenny - Griffin Dunne - Frasier como Bob - Harris Yulin - Frasier como Jerome Belasco - Larry Thomas - Seinfeld como The Soup Nazi - Mandy Patinkin - The Larry Sanders Show como ele mesmo - 1997: Mel Brooks - Mad About You como Tio Phil - Sid Caesar - Mad About You como Tio Harold - James Earl Jones - Frasier como Norman - Jerry Stiller - Seinfeld como Frank Costanza - David Duchovny - The Larry Sanders Show como ele mesmo - 1998: Mel Brooks - Mad About You como Tio Phil - Hank Azaria - Mad About You como Nat - Nathan Lane - Mad About You como Nathan Twilley - Lloyd Bridges - Seinfeld como Izzy Mandelbaum - John Cleese - 3rd Rock from the Sun como Dr. Liam Neesam - 1999: Mel Brooks - Mad About You como Tio Phil - Woody Harrelson - Frasier como Woody Boyd - John Ritter - Ally McBeal como George Madison - Charles Nelson Reilly - The Drew Carey Show como Sr. Hathaway - William Shatner - 3rd Rock from the Sun como Big Giant Head |

## Década de 2000
| - 2000: Bruce Willis - Friends como Paul Stevens - Tom Selleck - Friends como Dr. Richard Burke - William H. Macy - Sports Night como Sam Donovan - Anthony LaPaglia - Frasier como Simon Moon - Carl Reiner - Beggars and Choosers como Sid Barry - 2001: Derek Jacobi - Frasier como Jackson Hedley - Victor Garber - Frasier como Ferguson - Robert Loggia - Malcolm in the Middle como Grandpa Victor - Gary Oldman - Friends como Richard Crosby - Michael York - The Lot como Colin Rhome - 2002: Anthony LaPaglia - Frasier como Simon Moon - Adam Arkin - Frasier como Tom - Brian Cox - Frasier como Harry Moon - Michael Douglas - Will & Grace como Detective Gavin Hatch - Brad Pitt - Friends como Will Colbert - 2003: Gene Wilder - Will & Grace como Mr. Stein - Hank Azaria - Friends como David - David Duchovny - Life with Bonnie como Johnny Volcano - Jonathan Winters - Life with Bonnie como Q.T. Marlens - Fred Willard - Everybody Loves Raymond como Hank MacDougall - 2004: John Turturro - Monk como Ambrose Monk - John Cleese - Will & Grace como Lyle Finster - Danny DeVito - Friends como Roy - Anthony LaPaglia - Frasier como Simon Moon - Fred Willard - Everybody Loves Raymond como Hank MacDougall | - 2005: Bobby Cannavale - Will & Grace como Vince D'Angelo - Alec Baldwin - Will & Grace como Malcolm - Victor Garber - Will & Grace como Peter Bovington - Jeff Goldblum - Will & Grace como Scott Woolley - Fred Willard - Everybody Loves Raymond como Hank MacDougall - 2006: Leslie Jordan - Will & Grace como Beverley Leslie - Alec Baldwin - Will & Grace como Malcolm - Martin Sheen - Two and a Half Men como Harvey - Patrick Stewart - Extras como ele mesmo - Ben Stiller - Extras - ele mesmo - 2007: Stanley Tucci - Monk como David Ruskin - Beau Bridges - My Name Is Earl como Carl Hickey - Giovanni Ribisi - My Name Is Earl como Ralph Mariano - Martin Landau - Entourage como Bob Ryan - Ian McKellen - Extras - ele mesmo - 2008: Tim Conway - 30 Rock como Bucky Bright - Will Arnett - 30 Rock como Devon Banks - Steve Buscemi - 30 Rock como Lenny Wosniak - Rip Torn - 30 Rock como Don Geiss - Shelley Berman - Curb Your Enthusiasm como Nat David - 2009: Justin Timberlake - Saturday Night Live como Vários Personagens - Alan Alda - 30 Rock como Milton Greene - Jon Hamm - 30 Rock como Dr. Drew Baird - Steve Martin - 30 Rock como Gavin Volure - Beau Bridges - Desperate Housewives como Eli Scruggs |

## Década de 2010
| - 2010: Neil Patrick Harris - Glee como Bryan Ryan - Mike O'Malley - Glee como Burt Hummel - Will Arnett - 30 Rock como Devon Banks - Jon Hamm - 30 Rock como Dr. Drew Baird - Eli Wallach - Nurse Jackie como Bernard Zimberg - Fred Willard - Modern Family como Frank Dunphy - 2011: Justin Timberlake - Saturday Night Live como vários Personagens - Zach Galifianakis - Saturday Night Live como vários Personagens - Will Arnett - 30 Rock como Devon Banks - Matt Damon - 30 Rock como Carol Burnett - Idris Elba - The Big C como Lenny - Nathan Lane - Modern Family como Pepper Saltzman - 2012: Jimmy Fallon - Saturday Night Live como vários personagens - Will Arnett - 30 Rock como Devon Banks - Jon Hamm - 30 Rock como David Brinkley - Bobby Cannavale - Nurse Jackie como Dr. Mike Cruz - Greg Kinnear - Modern Family como Tad Murray - Michael J. Fox - Curb Your Enthusiasm como ele mesmo - 2013: Bob Newhart - The Big Bang Theory como Arthur Jeffries - Justin Timberlake - Saturday Night Live como ele mesmo - Louis C.K. - Saturday Night Live como ele mesmo - Bobby Cannavale - Nurse Jackie como Dr. Mike Cruz - Nathan Lane - Modern Family como Pepper Saltzman - Will Forte - 30 Rock como Paul - 2014: Jimmy Fallon - Saturday Night Live como ele mesmo - Louis C.K. - Saturday Night Live como ele mesmo - Nathan Lane - Modern Family como Pepper Saltzman - Bob Newhart - The Big Bang Theory como Arthur Jeffries - Steve Buscemi - Portlandia como Marty - Gary Cole - Veep como Kent Davison | - 2015: Bradley Whitford - Transparent como Marcy - Bill Hader - Saturday Night Live como ele mesmo - Louis C.K. - Saturday Night Live como ele mesmo - Jon Hamm - Unbreakable Kimmy Schmidt como Richard Wayne Gary Wayne - Paul Giamatti - Inside Amy Schumer como Jurado #10 - Mel Brooks - The Comedians como ele mesmo - 2016: Peter Scolari - Girls como Tad Horvath - Larry David - Saturday Night Live como ele mesmo - Tracy Morgan - Saturday Night Live como ele mesmo - Martin Mull - Veep como Bob Bradley - Bob Newhart - The Big Bang Theory como Arthur Jeffries - Bradley Whitford - Transparent como Magnus Hirschfeld - 2017: Dave Chappelle - Saturday Night Live como ele mesmo - Tom Hanks - Saturday Night Live como ele mesmo - Lin-Manuel Miranda - Saturday Night Live como ele mesmo - Riz Ahmed - Girls como Paul-Louis - Matthew Rhys - Girls como Chuck Palmer - Hugh Laurie - Veep como Tom James - 2018: Katt Williams - Atlanta como Tio Willie - Donald Glover - Saturday Night Live como ele mesmo - Bill Hader - Saturday Night Live como ele mesmo - Sterling K. Brown - Brooklyn Nine-Nine como Philip Davidson - Bryan Cranston - Curb Your Enthusiasm como Dr. Lionel Templeton - Lin-Manuel Miranda - Curb Your Enthusiasm como ele mesmo - 2019: Luke Kirby - The Marvelous Mrs. Maisel como Lenny Bruce - Rufus Sewell - The Marvelous Mrs. Maisel como Declan Howell - Peter MacNicol - Veep como Jeff Kane - Robert De Niro - Saturday Night Live como Robert Mueller - Matt Damon - Saturday Night Live como ele mesmo - Adam Sandler - Saturday Night Live como ele mesmo - John Mulaney - Saturday Night Live como ele mesmo |

## Década de 2020
2020: Eddie Murphy - Saturday Night Live como ele mesmo
- Adam Driver - Saturday Night Live como ele mesmo
- Luke Kirby - The Marvelous Mrs. Maisel como Lenny Bruce
- Dev Patel - Modern Love como Joshua
- Brad Pitt - Saturday Night Live como Dr. Anthony Fauci
- Fred Willard - Modern Family como Frank Dunphy (indicação póstuma)

2021: Dave Chappelle - Saturday Night Live como ele mesmo
- Alec Baldwin - Saturday Night Live como Donald Trump
- Daniel Kaluuya - Saturday Night Live como ele mesmo
- Dan Levy - Saturday Night Live como ele mesmo
- Morgan Freeman - The Kominsky Method como ele mesmo

2022: Nathan Lane - Only Murders in the Building como Teddy Dimas
- Sam Richardson - Ted Lasso como Edwin Akufo
- James Lance - Ted Lasso como Trent Crimm
- Jerrod Carmichael - Saturday Night Live como vários personagens
- Bill Hader - Curb Your Enthusiasm como Igor/Gregor/Timor
- Christopher McDonald - Hacks como Marty Ghilain

2023: Sam Richardson - Ted Lasso como Edwin Akufo
- Nathan Lane - Only Murders in the Building como Teddy Dimas
- Luke Kirby - The Marvelous Mrs. Maisel como Lenny Bruce
- Jon Bernthal - The Bear como Michael "Mickey" Berzatto
- Oliver Platt - The Bear como Jimmy "Cicero" Kalinowski
- Pedro Pascal - Saturday Night Live como ele mesmo

2024: Jon Bernthal - The Bear como Michael "Mickey" Berzatto
- Matthew Broderick - Only Murders in the Building como ele mesmo
- Christopher Lloyd - Hacks como Larry Arbuckle
- Will Poulter - The Bear como Luca
- Bob Odenkirk - The Bear como tio Lee
- Ryan Gosling - Saturday Night Live como ele mesmo